# 득량서초등학교
득량서초등학교는 대한민국 전라남도 보성군 득량면 마천리 743-1에 있었던 공립 초등학교이다.

## 연혁
- 1955년 2월 25일 득량국민학교 마천분교장 인가
- 1957년 11월 30일 득량서국민학교 인가
- 1958년 4월 15일 득량서국민학교 개교
- 1982년 3월 5일 병설유치원 개원
- 1966년 3월 1일 득량서초등학교(병설유치원) 개칭
- 1997년 3월 1일 득량남초등학교로 통합